# Grand Prix Challenge
Grand Prix Challenge – gra o Formule 1 przeznaczona na konsolę PlaySation 2. Jest stworzona przez Australijskie studio Melbourne House. Gra została wydana przez Atari dnia 22 listopada 2002 roku.
Gra posiada wszystkie trasy, bolidy, kierowców z sezonu 2002.

## Rozgrywka
- Time Trial
- Single Grand Prix (Jeden wyścig)
- Championship (Mistrzostwa)
- Grand Prix Challenge (Mini seria)
- Multiplayer (splitscreen)

### Zespoły i kierowcy
- Ferrari – Michael Schumacher, Rubens Barrichello
- McLaren – David Coulthard, Kimi Räikkönen
- Williams – Ralf Schumacher, Juan Pablo Montoya
- Sauber – Nick Heidfeld, Felipe Massa
- BAR Honda – Jacques Villeneuve, Olivier Panis
- Jaguar – Eddie Irvine, Pedro de la Rosa
- Renault – Jarno Trulli, Jenson Button
- Toyota – Allan McNish, Mika Salo
- Orange Arrows – Heinz-Harald Frentzen, Enrique Bernoldi
- Jordan – Giancarlo Fisichella, Takuma Satō
- Minardi – Mark Webber, Alex Yoong

## Odbiór gry
Serwis IGN dał grze 9 punktów na 10. GameSpot ocenił grę 7,9 na 10 punktów.